# Associazione Calcio Monti del Matese Bojano
L'Associazione Calcio Monti del Matese Bojano, meglio noto come Monti del Matese Bojano, fu una società di calcio femminile con sede a Bojano. Nella sua storia ha partecipato a un campionato di Serie A, il massimo livello del campionato italiano femminile di calcio, nella stagione 2005-2006, che fu anche l'ultima della società molisana.
La società deve la sua ragione sociale al nome del massiccio del Matese, parte dell'Appennino sannita, e dove è ubicato il territorio comunale della sede societaria.

## Storia
Il club venne fondato come Associazione Calcio Isernia Donna, raggiungendo le serie nazionali nel 2001 con la partecipazione al campionato di Serie B, seconda serie del campionato italiano femminile di calcio. Concluse la stagione regolare al primo posto nel girone D, accedendo agli spareggi per la promozione in Serie A, dove venne sconfitto dal Lucca 7. Per la stagione successiva venne ammesso al neocostituito campionato di Serie A2, che andò a rappresentare il secondo livello nazionale, ma rinunciò alla partecipazione per iscriversi al campionato di Serie C regionale.
Nell'estate 2003 cambiò denominazione in Associazione Calcio Monti del Matese Bojano. Nella stagione 2003-2004 la squadra partecipò al campionato di Serie B nel girone D, concluso al primo posto davanti alla Roma, assieme alla quale venne promosso in Serie A2. La stagione successiva vide il Monti del Matese Bojano conquistare la terza promozione in tre anni, passando dalla Serie C alla Serie A, con il primo posto nel girone B della Serie A2 con un margine di cinque punti sul Firenze, secondo classificato. In Coppa Italia raggiunse gli ottavi di finale, dove venne eliminato dalla Lazio. La stagione 2005-2006 vide il Monti del Matese Bojano partecipare per la prima volta al campionato di Serie A, prima volta per una squadra molisana. Il campionato venne concluso all'ottavo posto con nove punti al di sopra della zona retrocessione. In Coppa Italia raggiunse i quarti di finale, dove venne eliminato dal Bardolino. Nonostante la salvezza conquistata, il club non si iscrisse al campionato di Serie A 2006-2007, vedendo successivamente la propria affiliazione alla FIGC decadere.

## Palmarès
- Campionato italiano di Serie A2: 1

2004-2005

## Organico

### Rosa 2005-2006
| N. |                   | Ruolo | Calciatrice          |
| -- | ----------------- | ----- | -------------------- |
|    | Italia (bandiera) | P     | Ilaria Altieri       |
|    | Italia (bandiera) | P     | Elisa Forlucci       |
|    | Italia (bandiera) | P     | Pierina Nardulli     |
|    | Italia (bandiera) | D     | Valentina Lanzieri   |
|    | Italia (bandiera) | D     | Giovanna Rana        |
|    | Italia (bandiera) | D     | Maria Sorvillo       |
|    | Italia (bandiera) | D     | Letizia Biallo       |
|    | Italia (bandiera) | C     | Giuseppina Beneventi |
|    | Italia (bandiera) | C     | Rosaria Farina       |
|    | Italia (bandiera) | C     | Luana Fracassi       |

| N. |                   | Ruolo | Calciatrice        |
| -- | ----------------- | ----- | ------------------ |
|    | Italia (bandiera) | C     | Francesca Valetto  |
|    | Italia (bandiera) | C     | Diana Bellucci     |
|    | Italia (bandiera) | C     | Eleonora Carrus    |
|    | Italia (bandiera) | C     | Gioia Masia        |
|    | Italia (bandiera) | C     | Marianna Abate     |
|    | Italia (bandiera) | A     | Sara Berarducci    |
|    | Italia (bandiera) | A     | Fabiana Colasuonno |
|    | Italia (bandiera) | A     | Sara Coluzzi       |
|    | Italia (bandiera) | A     | Marcella Marino    |
|    | Italia (bandiera) | A     | Simona Sodini      |